# The Deer & The Wolf
«The Deer & The Wolf» (estilizado como «THԐ DԐԐЯ & THԐ ШOLF») fue el cuarto y último sencillo del álbum Wanderlust de Sophie Ellis-Bextor, lanzado en agosto de 2014. Fue publicado como sencillo en forma de CD promocional, exclusivo para estaciones de radio, con una versión para radio de la canción. El videoclip, dirigido por Harry Cauty, consiste en Ellis-Bextor y su banda tocando en un set que simula ser un bosque de cartón con estilo de escenografía televisiva de los años '60, con las siluetas de un lobo y un ciervo apareciendo en distintos lugares.

## Vídeo musical
Grabado de forma minimalista en un estudio bajo la dirección de Harry Cauty, vemos a Sophie interpretando la canción con su banda. Durante todo el video ella viste el característico vestido blanco de encaje representativo de Wanderlust (que aparece en la portada y fotos promocionales, además de conciertos del ШАNDЄЯLUЅT TOUЯ). La escenografía es sumamente sencilla, con árboles de cartón, las siluetas de un ciervo y un lobo, niveles en los que se ubican los músicos y una iluminación que dispone un ambiente de ensueño. Los movimientos y estética general asemejan una presentación en un programa televisivo de la década del '60 (en sintonía con el estilo de la canción) fue estrenado el 20 de agosto del 2014 a través del canal oficial de Sophie Ellis-Bextor en Youtube.
Un mes después, Sophie subió a su cuenta oficial de YouTube una versión acústica en la cual interpreta la canción junto a su banda en una cama grande.

## Lanzamiento
El sencillo fue en CD promocional
- CD promocional:[4]

1. The Deer & The Wolf (Radio Edit) - 3:24